# Dittico della Crocifissione e della Madonna col Bambino e santi
Il Dittico della Crocifissione e della Madonna col Bambino e santi è un dipinto a tempera e oro su tavola (103x122 cm totali) attribuito a Bonaventura Berlinghieri, databile al 1255 circa e conservato nella Galleria degli Uffizi a Firenze (inv. 8575-8576).

## Storia
I due pannelli della Crocifissione e storie della Passione e della Madonna col Bambino e  santi erano sicuramente un dittico, come dimostrano gli anelli ancora visibili che facevano da cerniera per tenere insieme i due sportelli. L'opera proviene dal distrutto convento delle monache di Santa Chiara dei Cappuccini a Lucca, dove restarono fino al 1818, per giungere infine agli Uffizi nel 1948. È molto probabile che il convento fosse la destinazione originaria della tavola per la presenza di santa Chiara d'Assisi, canonizzata proprio nel 1255, alla sinistra della Vergine.
L'attribuzione delle tavolette è stata a lungo disputata. Garrizon e Tartuferi le attribuirono al Maestro della Croce delle Oblate, pittore fiorentino della scuola di Berlinghiero Berlinghieri (il padre di Bonaventura); la Marcuzzi parlò invece di un seguace di Bonaventura, mentre più recentemente è stata ribadita l'autografia di Bonaventura da Boskovits (1993) e altri. Decisive per l'attribuzione sono state la calligrafia nervosa e il modellato levigato che rimandano alla nota Pala di san Francesco a Pescia (1235), opera da lui firmata.

## Descrizione e stile
La Crocifissione è rappresentata con la Croce a Y, che aumenta il senso drammatico della scena ispirandosi a modelli nordici. Il Cristo patiens, cioè sofferente secondo l'iconografia francescana, è longilineo e col corpo inarcato verso sinistra. In altro due angeli raccolgono il suo sangue e ai lati si trovano delle figure ad altezza intera in scala ridotta, senza una precisa collocazione spaziale rispetto alla croce: a sinistra si vedono il gruppo delle Pie Donne e la Madonna che sviene; a destra ricompare Maria a colloquio con san Giovanni, che formano la tradizionale coppia dei "dolenti". In basso si vedono due scene della Passione in scala ancora minore: la Via Crucis o Andata al Calvario e la Deposizione dalla Croce, di grande espressività nel corpo estremamente arcuato di Cristo.
Lo sportello della Madonna col Bambino e santi mostra la Vergine col figlio a mezzo busto tra figurine di santi a tutta figura giustapposte ai lati e in basso, senza nessun rapporto spaziale con la figura al centro. Maria e il Bambino sono riuniti in un dolce abbraccio che li porta a sfiorare i volti, con un senso di familiarità che sembra anticipare Cimabue: si tratta della tipologia bizantina della "Vergine Eleusa", cioè della "Madre affettuosa". Essa infatti fa un gesto protettivo col proprio mantello come a coprire il figlio. Gesù, come tipico nella pittura duecentesca, è ritratto come un piccolo filosofo con la toga all'antica e con un rotolo in mano; con la mano destra fa un gesto di benedizione verso la Madre, simbolo dell'intera Chiesa.
I santi sono san Pietro e san Giovanni Battista in alto, santa Chiara a metà e in basso sant'Andrea, sant'Antonio da Padova, san Michele Arcangelo col drago, san Francesco e san Giacomo maggiore. Alcune concise abbreviazioni in greco aiutano a identificare le figure.
Quasi assenti sono le sfumature, in favore di un pastoso tratteggio dei colori scuri.